# Zimmerberg
Zimmerberg é  uma montanha e uma região situada no distrito de Horgen em Zurique, Suiça. Seu nome vem da antiga palavra alta alemã zimbar, que significa madeira.